# Heptathela cipingensis
Heptathela cipingensis is een spinnensoort uit de familie Liphistiidae. De soort komt voor in China.